# Flato vaginal
Flatos vaginais, gases vaginais, ou ainda garrulitas vulvae (do grego garrulitas: gorjeio, loquacidade, tagarelice), são os gases expulsos da vagina, geralmente, durante o ato sexual, que fazem os pequenos e grandes lábios vibrarem. Geralmente não possui odor, exceto se a mulher apresentar corrimento patológico. O barulho produzido assemelha-se aos da flatulência comum. Devido à vagina não possuir esfíncter como o ânus, a mulher não consegue controlar a saída do ar. Isto pode acontecer também quando se efetua um esforço físico grande, como na ginástica.
A vagina tem tendência de aumentar o tamanho de 10 a 15 cm, após as relações sexuais
Algumas posições sexuais podem facilitar as entradas de ar na vagina, facilitando assim a ocorrência dos flatos. Geralmente, posições em que o pênis pode constantemente sair totalmente da vagina causam mais este fenómeno, como a posição de quatro e a posição em que a mulher fica por cima do homem. Para muitos casais, a situação gera constrangimento. Mas o fato é que algumas mulheres podem emitir um ruído pela vagina, durante o sexo, semelhante ao de gases.
Um parto normal, por vezes, deixa o canal interno da vagina mais largo, permitindo grande entrada de ar. Assim, podem ser necessários procedimentos tais como a perineoplastia e a fisioterapia perineal para solucionar o problema.